# Henrik Petterson
Carl Henrik Petterson, född 20 augusti 1879 i Sankt Nikolai församling, Stockholm, död 7 juli 1962 i Gustav Vasa församling, Stockholm
, var en svensk skogsman.
Petterson utexaminerades från Skogsinstitutet 1901, blev skogsförvaltare hos Mo & Domsjö AB 1906 och var skogschef hos Uddeholms AB 1908–1922. Han var ledamot av kommissionen för försökstaxering av skogarna i Värmlands län 1910–1915, chef för 1917 års bränslekommission, blev överassistent vid Statens skogsförsöksanstalt 1925, var professor där och föreståndare för anstaltens skogsavdelning från 1926 och chef från 1939. Han var vice ordförande i stiftsnämnden i Uppsala, statens representant i Svenska träforskningsinstitutet från 1942 och en av 1942 års sakkunniga för omarbetning av skogsvårdslagarna. Han invaldes som ledamot av Kungliga Ingenjörsvetenskapsakademien 1928 och av Kungliga Lantbruksakademien 1939.